# Psectra oblonga
Psectra oblonga är en insektsart som först beskrevs av Esben-petersen 1928.  Psectra oblonga ingår i släktet Psectra och familjen florsländor. Inga underarter finns listade i Catalogue of Life.